# 韦尔东河畔莱萨勒
韦尔东河畔莱萨勒（法語：Les Salles-sur-Verdon，法語發音：[le sal syʁ vɛʁdɔ̃]）是法国普罗旺斯-阿尔卑斯-蓝色海岸大区瓦尔省的一个市镇，位于该省北部，属于布里尼奥勒区。

## 地理
韦尔东河畔莱萨勒（43°46'27"N, 6°12'35"E）面积4.97 平方千米，位于法国普罗旺斯-阿尔卑斯-蓝色海岸大区瓦尔省，该省份为法国东南部沿海省份，北起上普罗旺斯阿尔卑斯省，西北角与沃克吕兹省接壤，西接罗讷河口省，南濒地中海，东临滨海阿尔卑斯省。
与韦尔东河畔莱萨勒接壤的市镇（或旧市镇、城区）包括：穆斯捷圣玛丽、韦尔东河畔圣克鲁瓦、艾吉讷、博迪昂。

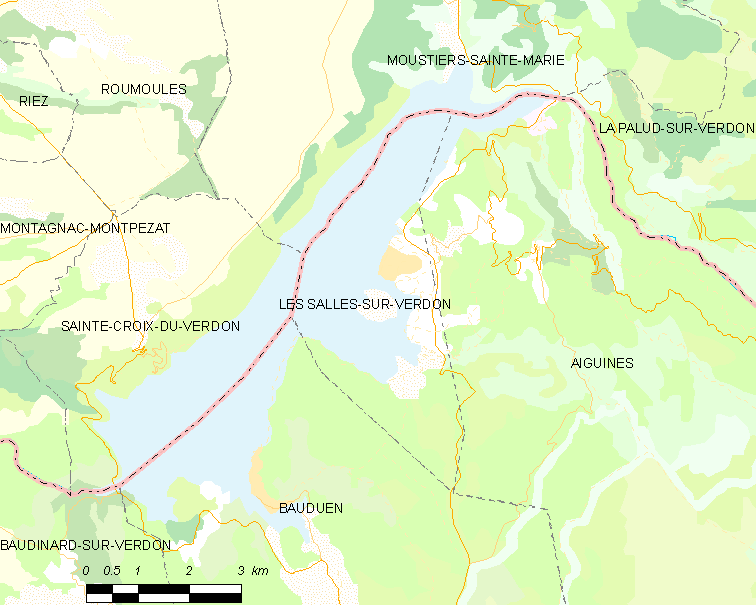
韦尔东河畔莱萨勒的OSM定位图

韦尔东河畔莱萨勒的时区为UTC+01:00、UTC+02:00（夏令时）。

## 行政
韦尔东河畔莱萨勒的邮政编码为83630，INSEE市镇编码为83122。

## 政治
韦尔东河畔莱萨勒所属的省级选区为弗拉约斯克县。

## 人口

1962-2008年间韦尔东河畔莱萨勒人口变化图示

韦尔东河畔莱萨勒于2022年1月1日时的人口数量为235人。